# My Empire
My Empire（我的帝國）是一款城市建築式社交遊戲，由遊戲開發商Playfish開發。本遊戲已於2011年9月30日結束營運。

## 介面
這款遊戲會不定期新增各類建築。遊戲幣可靠每日登入、探訪朋友、收稅、達到遊戲目標取得。經驗值主要是從建設各類民生設施、住屋、學院、資源生產場等等吸收。隨著等級不斷提升，可用土地也會擴大。

## 等級
目前最高等級為50。